# Vermipardus brevirostris
Vermipardus brevirostris är en tvåvingeart som först beskrevs av Mario Bezzi 1926.  Vermipardus brevirostris ingår i släktet Vermipardus och familjen Vermileonidae. Inga underarter finns listade i Catalogue of Life.